# Queen of Peace (песня)
«Queen of Peace» (с англ. — «Королева покоя») — песня британской инди-рок группы Florence and the Machine с третьего альбома How Big, How Blue, How Beautiful. Соавтором и продюсером трека выступил Маркус Дравс. 21 августа 2015 была издана как третий сингл с пластинки.

## История создания и композиция
«Queen of Peace», как и многие другие песни с How Big, How Blue, How Beautiful, рассказывают о токсичных отношениях. В интервью Rolling Stone Уэлч призналась, что имела опыт отношений с «теми, кто прогоняет тебя от себя»: «Никогда бы не пожелала кому-либо оказаться в такой ситуации. Но, думаю, подобное происходит для того, чтобы мы сделали определённые выводы. Тогда песни становятся талисманами, заклинаниями, написанными лишь для себя — вы всегда можете носить их собой». В песне повествуется о горе великих короля и королевы, потерявших сына в бою, окончившемся их победой. Флоренс проводит параллель между сладко-горькой победой королевства и происходящим в её отношениях, сравнивая своего бойфренда с королём: «О, король / Сошёл с ума от горя, / Он желает утешения, / Кто-нибудь, избавьте его от печали». Певица признаёт, что хоть её возлюбленный и ушёл, он оставил большую часть себя ей, а вместе с тем — забрал себе всю боль: «Его единственный сын / Пал, но битву выиграл, / Но разве стоит оно того, / Когда всё, что осталось — боль». «Королевой покоя» Флоренс провозглашает себя, потому что в отношениях именно она «всегда старается сохранить мир, но не чувствует, что этого достаточно».
12 февраля 2015 года был опубликован треклист альбома, в котором «Queen of Peace» расположилась на четвёртом месте.

## Список композиций
| №  | Название         | Автор(ы)                   | Продюсер(ы) | Длительность |
| -- | ---------------- | -------------------------- | ----------- | ------------ |
| 4. | «Queen of Peace» | Флоренс Уэлч, Маркус Дравс | Дравс       | 5:07         |

| №  | Название         | Автор(ы)                   | Продюсер(ы) | Длительность |
| -- | ---------------- | -------------------------- | ----------- | ------------ |
| 1. | «Queen of Peace» | Флоренс Уэлч, Маркус Дравс | Дравс       | 3:49         |

| №  | Название         | Автор(ы)                   | Продюсер(ы) | Длительность |
| -- | ---------------- | -------------------------- | ----------- | ------------ |
| 1. | «Queen of Peace» | Флоренс Уэлч, Маркус Дравс | Дравс       | 6:25         |

## Чарты
| Чарт (2015)                                | Высшая позиция |
| ------------------------------------------ | -------------- |
| Бельгия/Фландрия (Ultratip Bubbling Under) | 2              |
| Бельгия/Валлония (Ultratip Bubbling Under) | 39             |
| UK Singles (Official Charts Company)       | 133            |

## История релиза
| Регион         | Дата            | Формат                                | Лейбл  | И.                   |
| -------------- | --------------- | ------------------------------------- | ------ | -------------------- |
| Великобритания | 21 августа 2015 | Contemporary hit radio                | Island | [ 10 ]               |
| Другие         | 4 сентября 2015 | Цифровая дистрибуция (Hot Chip Remix) | Island | [ 11 ] [ 12 ] [ 13 ] |